# Šentjur pri Beljaku
Šentjur pri Beljaku (nemško St. Georgen) je naselje Statutarnega mesta Beljak na Koroškem v Avstriji.